# 瑞州路
瑞州路，元朝时设置的路。
唐朝初年，改建城县为高安县，即其地置靖州，後改名筠州。南宋时，称高安郡，後改名瑞州。元朝至元十四年（1277年），升瑞州路，领一司、三县。属江西等处行中书省。治所在高安县（今江西省高安市）。辖境约当今江西省高安、上高、宜丰三市县地。元贞元年（1295年），升新昌县为新昌州。户一十四万四千五百七十二，口七十二万二千三百二。领录事司、二县（高安县、上高县）、一州（新昌州）。明朝洪武二年（1369年）改为瑞州府。